# 가마부치역
가마부치역(일본어: 釜淵駅)은 일본 야마가타현 모가미군 마무로가와정에 위치한 동일본 여객철도 오우 본선의 철도역이다. 상대식 승강장 2면 2선의 구조를 갖춘 지상역이다.

## 역 주변
- 마무로가와 정청 가마부치 출장소
- 마무로 강

## 역사
- 1904년 10월 21일 : 개업.
- 1987년 4월 1일 : 일본국유철도 분할 민영화에 의해, 동일본 여객철도가 승계.
- 2006년 4월 1일 : 간이위탁해제, 무인화.

## 인접 역
| 동일본 여객철도 오우 본선 | 동일본 여객철도 오우 본선 | 동일본 여객철도 오우 본선 |
| ------------------------- | ------------------------- | ------------------------- |
| 마루가와 신조 방면        | ■ 오우 본선               | 오타키 아키타 방면        |